# Osku
Osku (farsi اسكو) è il capoluogo dello shahrestān di Osku nell'Azarbaijan orientale.